# 标准高程零点
标准高程零点（德語：Normalhöhennull，發音：[nɔʁmaːlˈhøːənˌnʊl]，简称NHN）是德国使用的高程基准，取代了之前的标准零点（Normalnull）。 
标准高程零点于1992年德国总高程网（Deutschen Haupthöhennetz 1992）中使用，表示高于平均海拔处的正常高的参考平面。该平面的形式为似大地水准面，参考点为德国下萨克森州瓦伦霍斯特的新圣亚历山大教堂（Neuen St.-Alexander-Kirche）上的一个固定点。该点的位势高度是于1986年作为欧洲联合水准网（United European Levelling Network，UELN）的一部分计算的，其基于代表北海平均海拔的阿姆斯特丹标准水位（Normaal Amsterdams Peil）。 

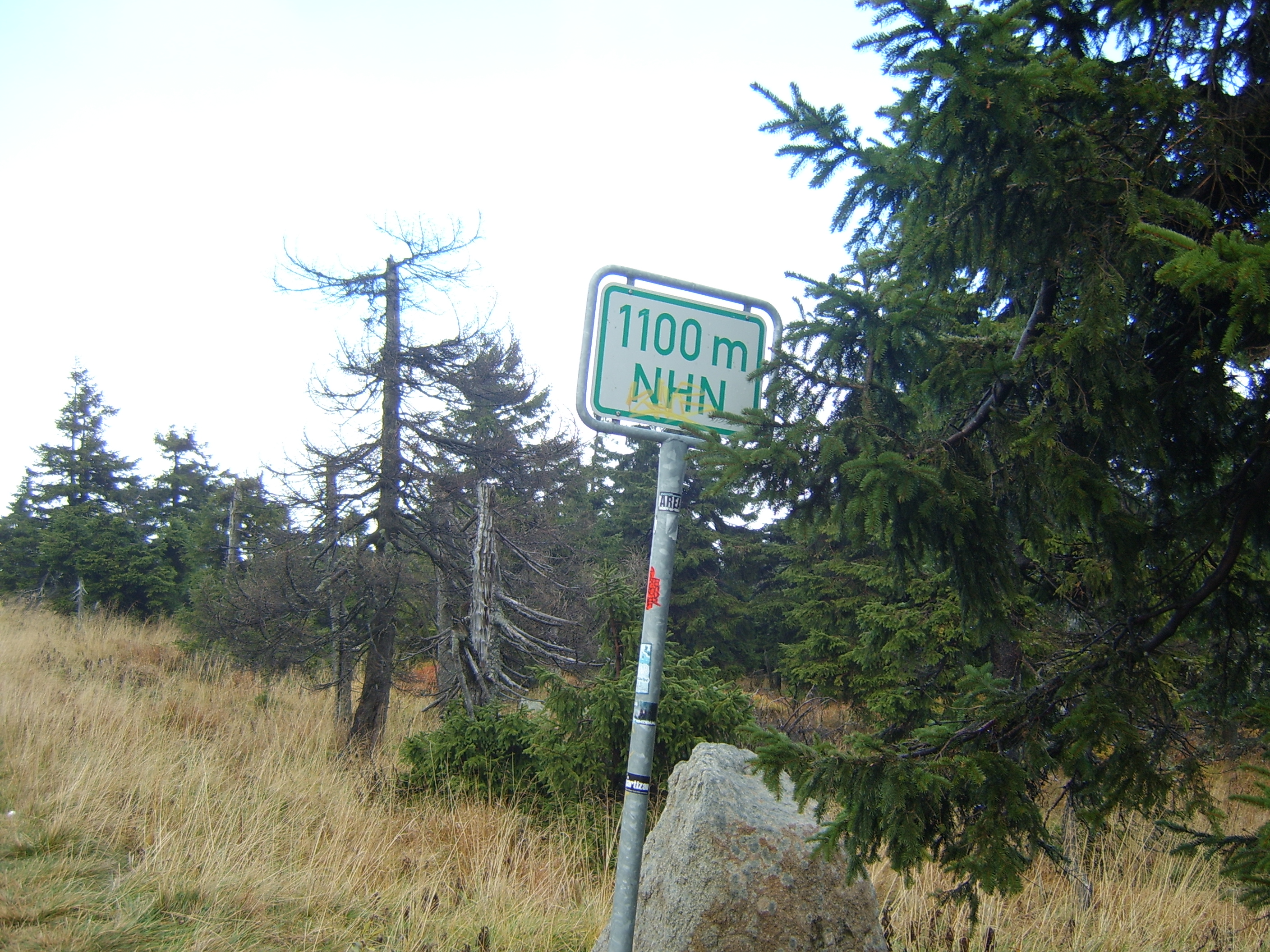
德国哈茨山布罗肯路（Brockenstraße）上的以标准高程零点来标示海拔的标示牌

使用该参考系统时高程标记为“xxx Meter über Normalhöhennull”（标准高程零点以上xxx米），简记“xxx m ü. NHN”。    